# Neolucanus zebra
Neolucanus zebra là một loài bọ cánh cứng trong họ Lucanidae. Loài này được Lacroix mô tả khoa học năm 1988.